# Craig Reynolds
Craig Reynolds (ur. 15 marca 1953 w Chicago) – programista, najbardziej znany dzięki stworzeniu Algorytmu stada oraz za wkład w rozwijanie metod tworzenia sztucznego życia. Zajmuje się tworzeniem animacji w filmach i telewizji, pracował na planie 7 filmów, m.in. Tron i Batman Returns. Studiował na Massachusetts Institute of Technology.
W 1987 na konferencji SIGGRAPH zaprezentował referat zatytułowany Flocks, Herds, and Schools: A Distributed Behavioral Model
Autor open sourceowej biblioteki OpenSteer.
Żonaty, posiada dwójkę dzieci.